# بيدرو خواكين شامورو الفارو
بيدرو خواكين شامورو الفارو (بالإسبانية: Pedro Joaquín Chamorro y Alfaro)‏ (و. 1818 – 1890 م) هو سياسي من نيكاراغوا .
وهو عضو في سياسة محافظة .